# Libano ai XVII Giochi paralimpici estivi
Il Libano ha partecipato ai XVII Giochi paralimpici estivi che si sono svolti a Parigi in Francia, dal 28 agosto all'8 settembre 2024, con una delegazione di un atleta uomo, che ha gareggiato in una disciplina.

## Atletica leggera
Fonte:
| Atleta         | Evento                       | Batteria  | Batteria  |
| Atleta         | Evento                       | Risultato | Posizione |
| -------------- | ---------------------------- | --------- | --------- |
| Arz Zahreddine | 100 metri piani T64 maschili | 12'30     | 9°        |